# Пьо, Кристиан
Кристиа́н Пьо (фр. Christian Piot; 4 октября 1947, Угре, Бельгия) — бельгийский футболист, вратарь, футбольный тренер. Участник чемпионата мира 1970 года и бронзовый призёр чемпионата Европы 1972 года. Единственный бельгийский вратарь, который забил гол в матчах за национальную сборную.

## Карьера

### В сборной
В сборной Бельгии Кристиан Пьо дебютировал 19 октября 1969 года в отборочном матче чемпионата мира 1970 года со сборной Югославии, завершившимся со счётом 0:4. В 1970 году Пьо, сыгравший до этого всего 2 матча за сборную, принял участие в чемпионате мира 1970 года, на котором сыграл во всех трёх матчах своей сборной и пропустил 5 голов. В 1972 году Пьо принял участие в чемпионате Европы 1972 года на котором завоевал бронзовые медали. Своё последнее выступление за сборную Пьо провёл в отборочном матче чемпионата мира 1978 года со сборной Нидерландов 26 марта 1977 года, тот матч завершился поражением бельгийцев со счётом 0:2. Всего же за сборную Бельгии Кристиан Пьо провёл 40 матчей, в которых пропустил 34 гола. 26 января 1977 года в товарищеском матче со сборной Италии Кристиан Пьо забил гол с пенальти в ворота Лучано Кастеллини, таким образом Пьо является единственным бельгийским вратарём забившим гол за национальную сборную Бельгии.
| №  | Дата             | Соперник          | Счёт | Голы  | Турнир                    |
| 1  | 19 октября 1969  | Югославия         | 0:4  | 4     | Отборочный матч к ЧМ 1970 |
| 2  | 5 ноября 1969    | Мексики           | 0:1  | 1     | Товарищеский матч         |
| 3  | 3 июня 1970      | Сальвадор         | 3:0  | -     | Чемпионат мира 1970       |
| 4  | 6 июня 1970      | СССР              | 1:4  | 4     | Чемпионат мира 1970       |
| 5  | 11 июня 1970     | Мексика           | 0:1  | 1     | Чемпионат мира 1970       |
| 6  | 15 ноября 1970   | Франция           | 1:2  | 2     | Товарищеский матч         |
| 7  | 25 ноября 1970   | Дания             | 2:0  | -     | Отборочный матч к ЧЕ 1972 |
| 8  | 3 февраля 1971   | Шотландия         | 3:0  | -     | Отборочный матч к ЧЕ 1972 |
| 9  | 17 февраля 1971  | Португалия        | 3:0  | -     | Отборочный матч к ЧЕ 1972 |
| 10 | 20 мая 1971      | Люксембург        | 4:0  | -     | Товарищеский матч         |
| 11 | 26 мая 1971      | Дания             | 2:1  | 1     | Отборочный матч к ЧЕ 1972 |
| 12 | 7 ноября 1971    | Люксембург        | 1:0  | -     | Товарищеский матч         |
| 13 | 10 ноября 1971   | Шотландия         | 0:1  | 1     | Отборочный матч к ЧЕ 1972 |
| 14 | 21 ноября 1971   | Португалия        | 1:1  | 1     | Отборочный матч к ЧЕ 1972 |
| 15 | 29 апреля 1972   | Италия            | 0:0  | -     | Отборочный матч к ЧЕ 1972 |
| 16 | 13 мая 1972      | Италия            | 2:1  | 1     | Отборочный матч к ЧЕ 1972 |
| 17 | 18 мая 1972      | Исландия          | 4:0  | -     | Отборочный матч к ЧМ 1974 |
| 18 | 22 мая 1972      | Исландия          | 4:0  | -     | Отборочный матч к ЧМ 1974 |
| 19 | 14 июня 1972     | ФРГ               | 1:2  | 2     | Чемпионат Европы 1972     |
| 20 | 17 июня 1972     | Венгрия           | 2:1  | 1     | Чемпионат Европы 1972     |
| 21 | 4 октября 1972   | Норвегия          | 2:0  | -     | Отборочный матч к ЧМ 1974 |
| 22 | 19 ноября 1972   | Нидерланды        | 0:0  | -     | Отборочный матч к ЧМ 1974 |
| 23 | 18 апреля 1973   | ГДР               | 3:0  | -     | Товарищеский матч         |
| 24 | 18 ноября 1973   | Нидерланды        | 0:0  | -     | Отборочный матч к ЧМ 1974 |
| 25 | 13 марта 1974    | ГДР               | 0:1  | 1     | Товарищеский матч         |
| 26 | 17 апреля 1974   | Польша            | 1:1  | 1     | Товарищеский матч         |
| 27 | 1 мая 1974       | Швейцария         | 1:0  | -     | Товарищеский матч         |
| 28 | 1 июня 1974      | Шотландия         | 2:1  | 1     | Товарищеский матч         |
| 29 | 8 сентября 1974  | Исландия          | 2:0  | -     | Отборочный матч к ЧЕ 1976 |
| 30 | 12 октября 1974  | Франция           | 2:1  | 1     | Отборочный матч к ЧЕ 1976 |
| 31 | 7 декабря 1974   | ГДР               | 0:0  | -     | Отборочный матч к ЧЕ 1976 |
| 32 | 30 апреля 1975   | Нидерланды        | 1:0  | -     | Товарищеский матч         |
| 33 | 6 сентября 1975  | Исландия          | 1:0  | -     | Отборочный матч к ЧЕ 1976 |
| 34 | 27 сентября 1975 | ГДР               | 1:2  | 2     | Отборочный матч к ЧЕ 1976 |
| 35 | 15 ноября 1975   | Франция           | 0:0  | -     | Отборочный матч к ЧЕ 1976 |
| 36 | 25 апреля 1976   | Нидерланды        | 0:5  | 5     | Отборочный матч к ЧЕ 1976 |
| 37 | 5 сентября 1976  | Исландия          | 1:0  | -     | Отборочный матч к ЧМ 1978 |
| 38 | 10 ноября 1976   | Северная Ирландия | 2:0  | -     | Отборочный матч к ЧМ 1978 |
| 39 | 26 января 1977   | Италия            | 1:2  | -2/+1 | Товарищеский матч         |
| 40 | 26 марта 1977    | Нидерланды        | 0:2  | 2     | Отборочный матч к ЧМ 1978 |

Итого: 40 матчей / 34 пропущенных гола / 1 забитый гол; 21 победа, 7 ничьих, 12 поражений.

## Достижения

### Командные
«Стандард» (Льеж)
- Чемпион Бельгии (3): 1969, 1970, 1971
- Серебряный призёр чемпионата Бельгии: 1973
- Бронзовый призёр чемпионата Бельгии (4): 1968, 1972, 1977, 1978
- Обладатель Кубка Бельгии: 1967
- Финалист Кубка Бельгии (2): 1972, 1973

### Личные
- Футболист года в Бельгии: 1972